# La Zarpa
La Zarpa fue un periódico español editado en Orense entre 1921 y 1936.

## Historia
El diario fue fundado en 1921 por el sacerdote Basilio Álvarez, siendo una publicación de ideología agrarista. La publicación tuvo diversos problemas durante la Dictadura de Primo de Rivera, llegando a ser suspendido brevemente.
En el momento de la proclamación de la Segunda República el diario declaraba tener una tirada de 3.200 ejemplares. Durante esta etapa el diario estuvo vinculado al  Partido Republicano Radical, si bien no ejerció como órgano provincial del Partido Radical —función que fue ejercida por el semanario El Radical, que se editaba precisamente en los talleres de La Zarpa—. Cuando a finales de 1935 se produjo la crisis del Partido Radical, el diario se mostró partidario del Partido del Centro impulsado por Manuel Portela Valladares. Continuó editándose hasta el estallido de la Guerra civil, en 1936.
Por la dirección del diario pasaron, entre otros, Roberto Blanco Torres, Antonio Buján o Jacinto Santiago.